# Megaloencefalia
La megaloencefalia es un trastorno en el que existe un cerebro anormalmente grande, pesado y con mal funcionamiento. No debe confundirse con la macrocefalia, que es un crecimiento anormal de la cabeza, pero no necesariamente del cerebro. Por definición, el peso del cerebro es mayor que el promedio correspondiente a la edad y el sexo del bebé o del niño. El crecimiento de la cabeza puede hacerse evidente en el nacimiento o la cabeza puede llegar a ser anormalmente grande en los primeros años de vida.  
Se cree que la megaloencefalia está relacionada con un problema en la regulación de la reproducción o proliferación de las células. En un desarrollo normal, la proliferación de las neuronas - el proceso en el cual las células nerviosas se dividen para formar nuevas generaciones de células - se regula para generar el número correcto de células en el lugar apropiado y en el tiempo justo.
Los síntomas de megaloencefalia pueden incluir retrasos en el desarrollo , trastornos convulsivos, disfunciones córticoespinales (de la corteza del cerebro y la médula espinal) y convulsiones. La megaloencefalia afecta a los varones más a menudo que a las niñas.
El pronóstico para los individuos con megaloencefalia depende en gran parte de las causas subyacentes y de trastornos neurológicos relacionados. El tratamiento es sintomático. La megaloencefalia puede conducir a una enfermedad llamada macrocefalia.
La megaloencefalia unilateral o hemimegaloencefalia es una malformación poco común caracterizada por el crecimiento anormal de un hemisferio del cerebro. Los niños con este trastorno pueden tener una cabeza grande, a veces asimétrica. Sufren a menudo de convulsiones intratables y de retraso mental. El pronóstico para los pacientes con hemimegaloencefalia es grave.